# سومین دالایی لاما
سونام جیاتسو (انگلیسی: Sonam Gyatso؛ زاده ۱۵۴۳ – درگذشته ۱۵۸۸) سومین دالایی لاما بود.
وی از سال ۱۵۷۸ تا ۱۵۸۸ به‌عنوان دالایی لاما رهبر بوداییان تبت شناخته می‌شده‌است.